# Sphaerion exutum
Sphaerion exutum är en skalbaggsart som först beskrevs av Newman 1841.  Sphaerion exutum ingår i släktet Sphaerion och familjen långhorningar.
Artens utbredningsområde är Uruguay. Inga underarter finns listade i Catalogue of Life.